# I martiri di Castelfidardo
I martiri di Castelfidardo è un libro del marchese Anatole de Ségur sui soldati pontifici morti nella battaglia di Castelfidardo.

## Edizioni in italiano
- Anatole Henri Philippe de Segur, I martiri di Castelfidardo, 1. ed. italiana
- I martiri di Castelfidardo, del conte A. De Segur, Presso gli editori, Bologna 1862

I martiri di Castelfidardo, del marchese de Ségur; edito a Parigi nel 1892 da Tolra, Librarie-éditeur; illustrazioni originali di F. Bouisset; commento introduttivo e traduzione dal francese di Paolo Bugiolacchi, Tecnostampa, Recanati 2009